# High Park
Pour les articles homonymes, voir High Park (homonymie).
High Park est un espace vert situé au cœur de la ville de Toronto, en Ontario, au Canada. C'est un parc naturel et récréatif, avec des installations sportives, culturelles et éducatives, des jardins, des terrains de jeux et un zoo. Plus de 60 % du parc (96,9 hectares) a été laissé à l'état naturel, avec une savane de chênes rare. High Park a été ouvert au public en 1876, à la suite d'un legs de terrain fait par John George Howard (en) à la ville de Toronto. Il s'étend sur 161 hectares et est un des plus grands parcs municipals de Toronto.
High Park est situé à l'ouest du centre-ville de Toronto, au nord de baie du Humber (en), et est entretenu par le service des parcs de la ville de Toronto. Il s'étend au sud de Bloor Street West jusqu'au Queensway, juste au nord du lac Ontario. Il est délimité à l'ouest par Ellis Park Road et l'Étang du Grenadier, et à l'est par Parkside Drive,.

## Description
Le paysage du parc est vallonné, avec deux profonds ravins qui s'étendent sur toute la longueur nord-sud du parc. D'importantes parties naturelles du parc sont classées comme zones provinciales d'intérêt naturel et scientifique (en).

## Le ravin oriental

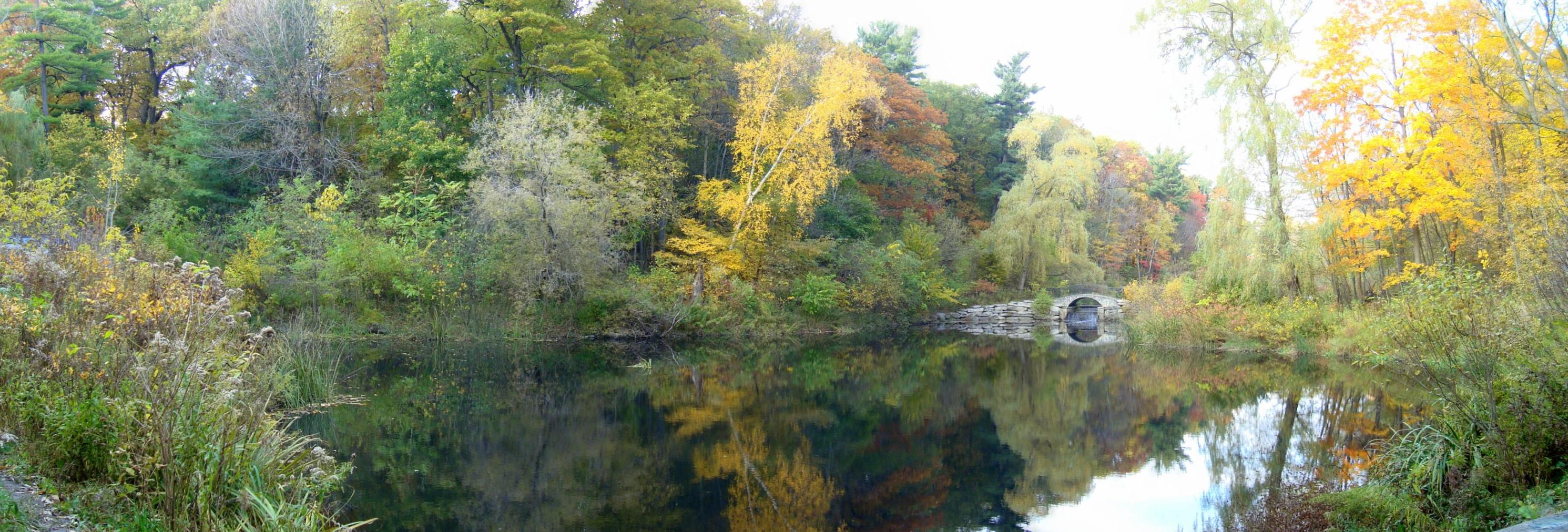
Le ravin oriental de High Park.

Le ravin oriental est un ravin de direction nord-sud qui occupe la moitié est du parc, le long d'un petit ruisseau et de plusieurs étangs. Une zone boisée commence à l'angle nord-est du parc, au niveau de la rue Bloor et de Parkside Drive. Le ruisseau commence aux étangs alimentés par des sources, l'étang Howard et l'étang Ridout, et s'écoule vers le sud à travers le ravin le long du chemin Spring Creek. À mi-chemin de la limite sud du parc, le ravin est moins boisé et abrite des aires de pique-nique, le terrain de jeu et le zoo. L'étang Upper Duck Pond, situé juste à l'ouest de l'aire de jeux, accueille souvent plusieurs espèces de canards, notamment des Canards branchus. L'étang a été l'un des premiers endroits où l'on a procédé au baguage d'oiseaux, comme en témoigne une plaque. On peut parfois y voir des Grands Hérons, ainsi qu'à Lower Duck Pond, juste au nord du Queensway, où l'eau s'écoule par des tuyaux vers le sud, jusqu'au lac Ontario.
Le ravin oriental se trouve au-dessus d'une rivière enterrée. En 2003, des employés municipaux ont trouvé des preuves de l'existence du  système de rivière laurentien (en) avant l'ère glaciaire lorsqu'ils ont bouché deux puits artésiens dans l'étang situé à l'angle nord-est du parc. Les puits ont commencé à cracher un panache d'eau, de sable, de schiste et de gravier à 15 mètres de hauteur. Grâce à cette découverte, les géologues ont enfin localisé l'extrémité sud de cet ancien système fluvial dont l'écoulement vers le sud commence près de la Baie Georgienne. Le cours d'eau, qui coule à 50 mètres sous la surface dans un substrat rocheux pur, est resté intact pendant des milliers d'années,.

## Plaine centrale et savane

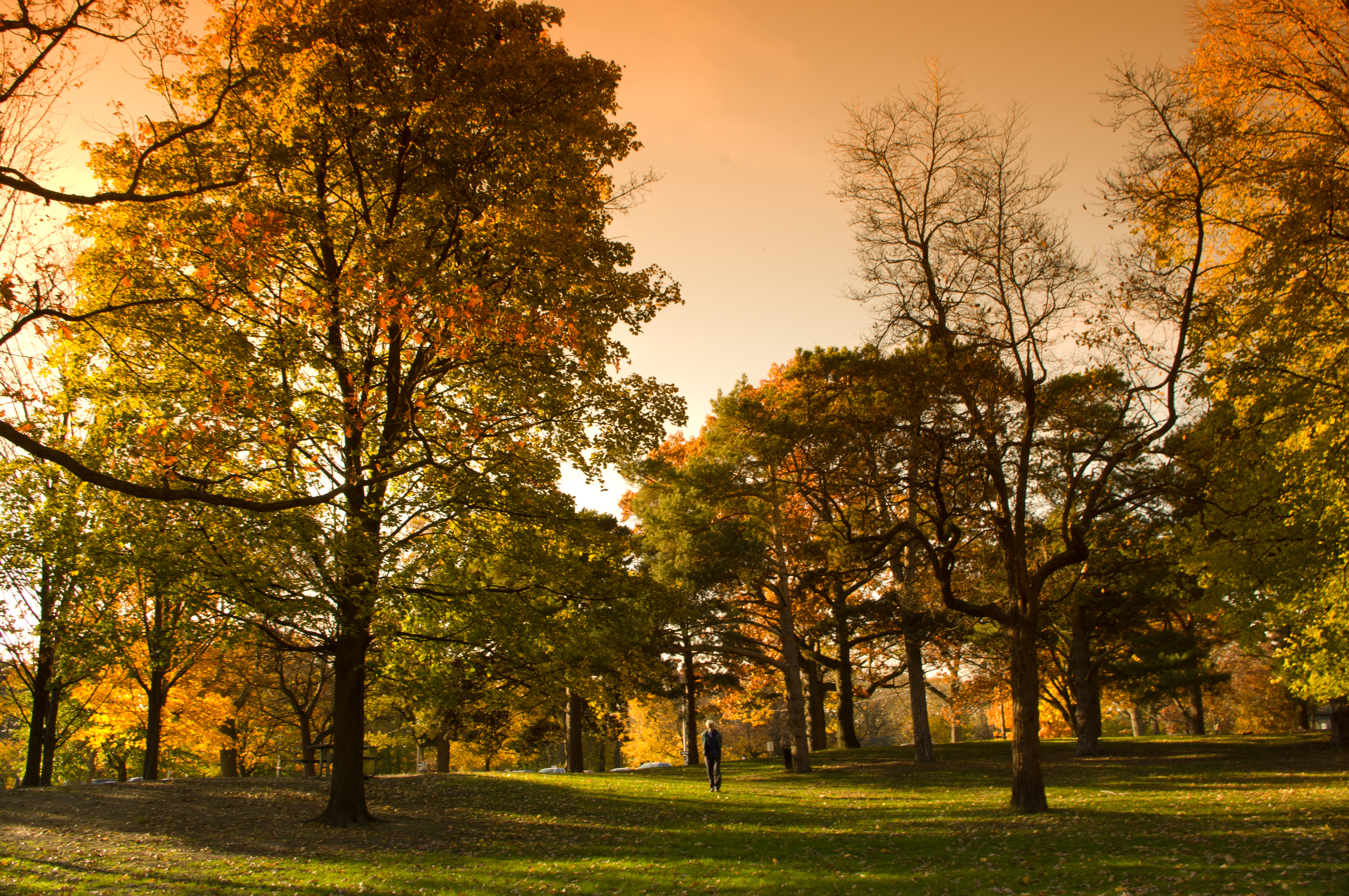
La partie centrale de High Park inclut une partie d'habitat ouvert appelée la savane de chênes.

La partie centrale est une grande plaine qui englobe la majeure partie de la limite nord et qui se rétrécit lentement jusqu'à un point surplombant le lac, où se trouve le Colborne Lodge. Bien que la majeure partie de la plaine soit aménagée pour les pique-niques, les jardins et les terrains de sport, elle comporte une partie d'habitat ouvert appelée savane de chênes (en), dont il existe peu d'autres exemples en Ontario. Les imposants Chênes noirs que l'on trouve dans tout High Park sont caractéristiques de cet habitat. De nombreux arbres ont plus de 150 ans. La savane fait l'objet d'une attention particulière de la part de la ville et de conservateurs bénévoles,. Les zones forestières de High Park sont entretenues de manière à reproduire les conditions naturelles, les arbres abattus étant laissés à l'abandon. Des brûlages contrôlés sont régulièrement effectués pour imiter les feux de forêt et leurs effets bénéfiques pour les chênes. Les plantes non indigènes situées en dehors des jardins ornementaux sont désherbées par des bénévoles, mais les arbres non indigènes ne manquent pas, notamment l'Épicéa du Colorado, le Pin sylvestre et le Catalpa du Nord.

## L'Étang du Grenadier

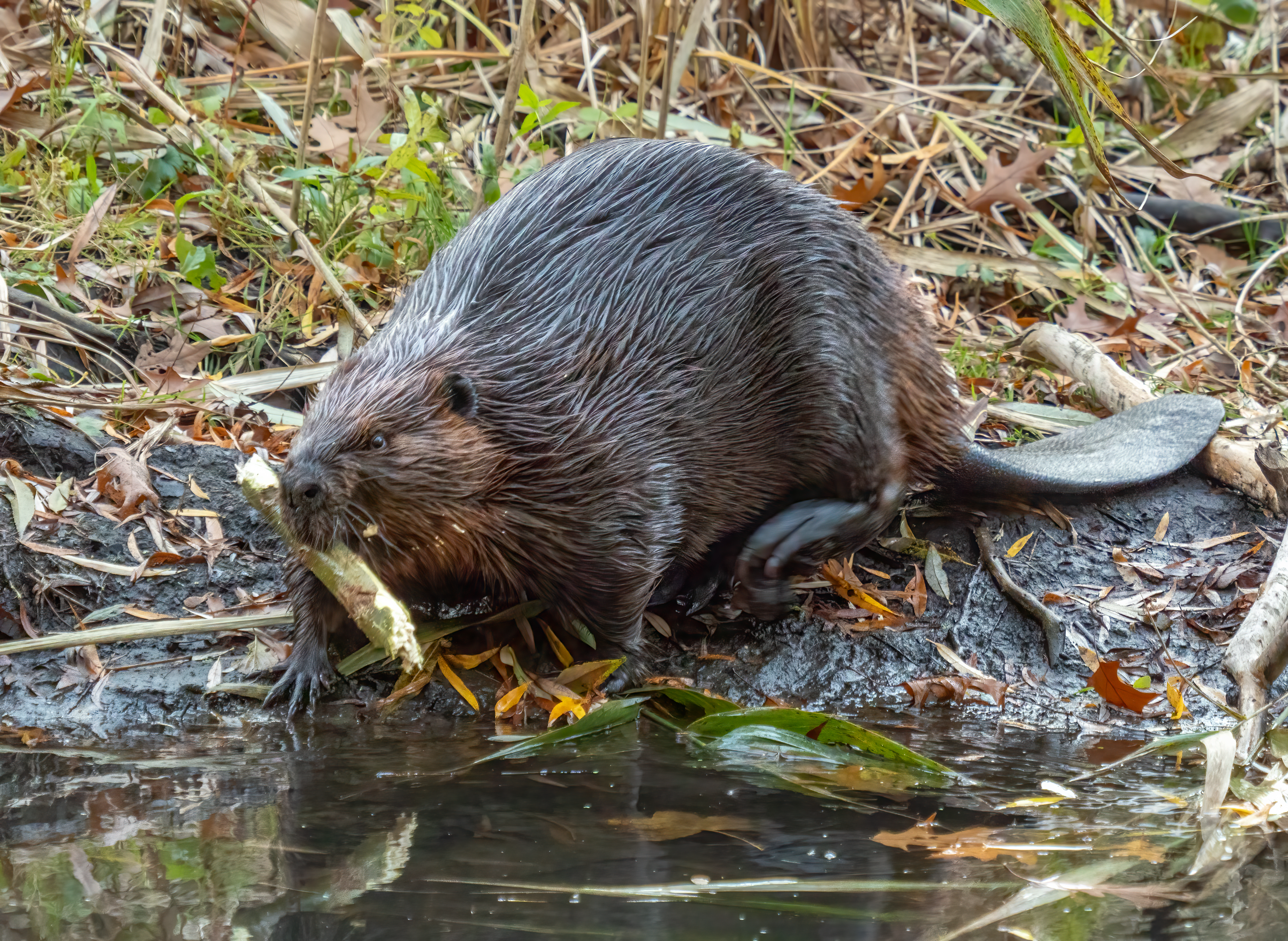
Castor du Canada dans la partie nord de l'Étang du Grenadier.

L'Étang du Grenadier (Grenadier Pond) est un grand plan d'eau de 14,2 hectares, situé à l'extrémité ouest du parc. Il doit son nom à la garnison locale de la ville de York dans les années 1800, qui utilisait l'étang pour pêcher. Deux mythes locaux circulent à propos de l'étang. Le premier veut que les grenadiers britanniques soient passés à travers la glace fine de l'étang lorsqu'ils ont traversé pour défendre la ville pendant la guerre anglo-américaine de 1812. Cependant, les Grenadier Guards n'étaient pas stationnés à Fort York à cette époque, mais plutôt le 8th (The King's) Regiment of Foot (en), qui n'est pas lié au nom de Grenadier. Il convient de noter que la plupart des régiments d'infanterie britanniques ont regroupé les hommes les plus grands et les plus forts à cette époque pour former des unités de « grenadiers », qui se plaçaient sur le flanc droit de leur régiment d'origine.
Selon d'autres mythes, l'étang est « sans fond », c'est-à-dire que sa profondeur ne peut être mesurée en raison de la quantité de boue qu'il contient. La pêche reste un passe-temps populaire. On y trouve l'Achigan à grande bouche, le Crapet noir, la Perche jaune, le Crapet-soleil, le Crapet-bleu, la Barbotte brune et la carpe ; les poissons pêchés dans l'étang sont propres à la consommation, et des concours de pêche et de lancer ont été organisés dans l'étang.

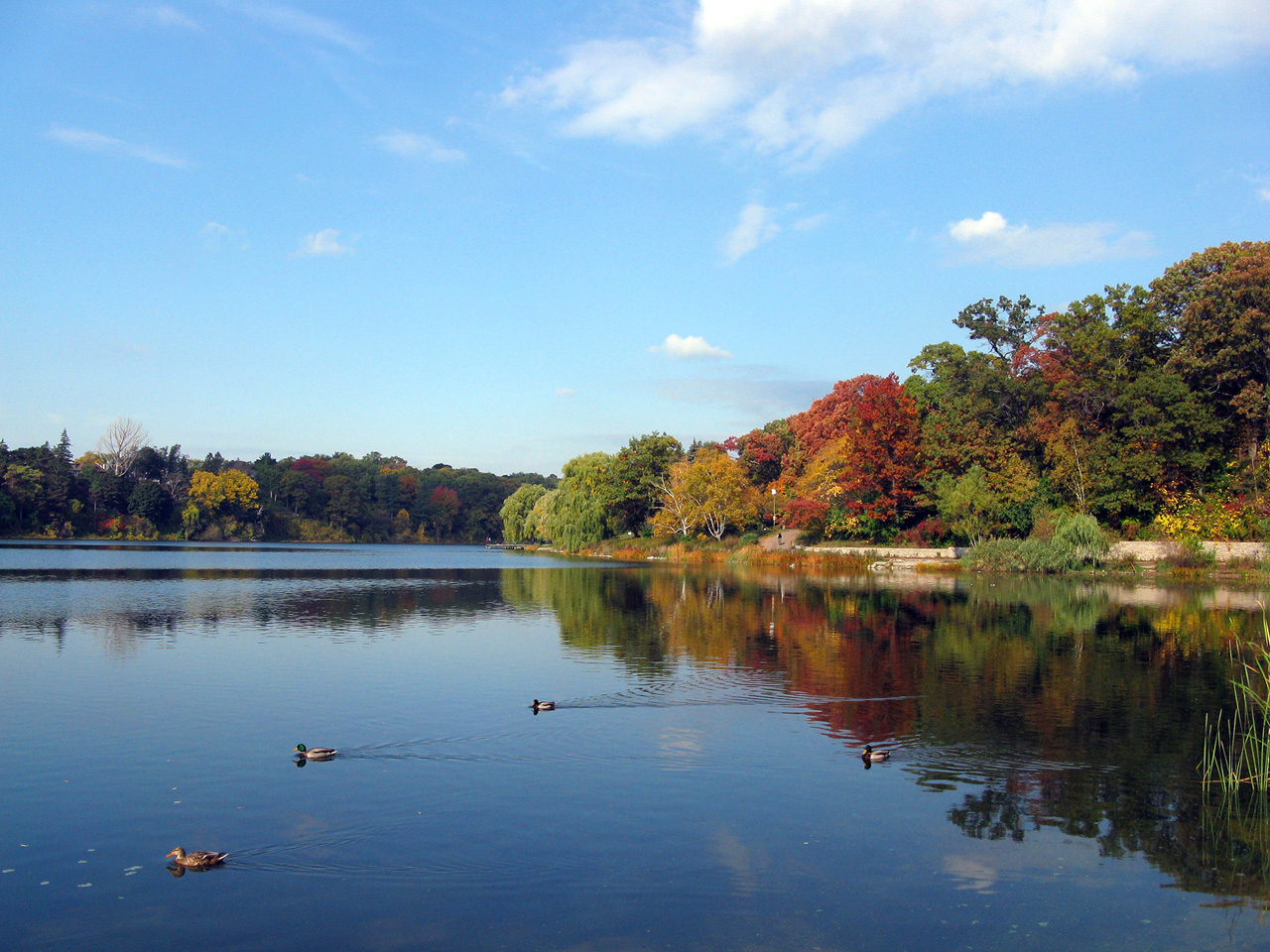
L'Étang du Grenadier.

Il y a eu des initiatives destinées à améliorer la santé et l'environnement de l'étang. L'étang du Grenadier reçoit une partie de son eau du Wendigo Creek (un petit ruisseau qui prenait naissance près des rues Dundas Ouest et Law et descendait jusqu'à un banc de sable menant au lac Ontario) et de cours d'eau souterrains qui l'alimentent depuis le nord. L'extrémité nord de l'étang a été naturalisée, en construisant une zone humide destinée à filtrer les eaux que l'étang reçoit du ruisseau. Les rives sud et sud-ouest de l'étang ont également été naturalisées, la pelouse et les berges en béton ayant été enlevées afin d'améliorer la santé de l'étang et de décourager les Bernaches du Canada. Des panneaux invitent désormais les gens à ne pas nourrir les oiseaux aquatiques. L'Étang du Grenadier abrite de nombreuses espèces d'oiseaux et d'animaux des marais. L'étang se déverse dans le lac Ontario par des canalisations près du parc Sir Casimir Gzowski, remplaçant le banc de sable naturel qui existait pour le Wendigo Creek. Le long de sa rive orientale se trouvent les jardins du High Park et un bosquet de cerisiers.
À l'extrémité nord de High Park, se trouvent un vestige du Wendigo Creek, l'Étang Wendigo et une aire de jeux pour enfants. Le ruisseau, l'étang et le chemin Wendigo sont probablement nommés d'après le wendigo, créature mythique cannibale de la mythologie algonquienne. Les Algonquins n'avaient pas d'établissement là ou se trouve le parc, mais on pense qu'ils ont utilisé le lieu pour chasser et pêcher et pour cultiver du maïs sur ses hautes terres sablonneuses. Le ravin qui s'étend vers le nord le long du ruisseau s'étendait autrefois au nord du parc, au-delà de la rue Bloor ; il a été comblé pour permettre le prolongement de la rue Bloor et la construction de logements au nord du parc

## Histoire

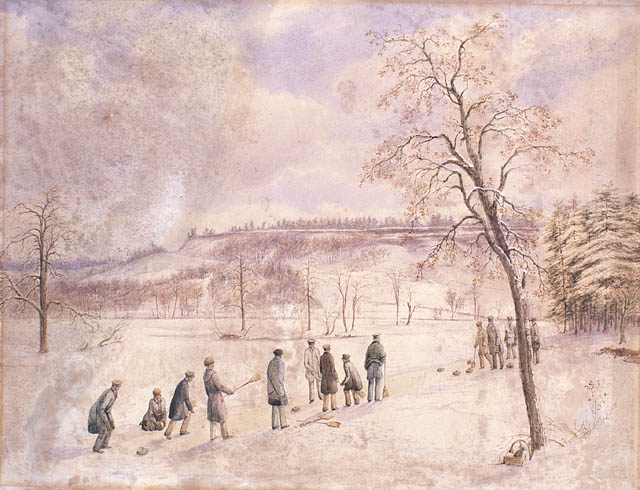
Curling à High Park, aquarelle de 1836 par John George Howard, premier propriétaire du terrain.

En 1836, John George Howard (en) achète une propriété de 65 hectares dans le comté de York, à l'ouest de Toronto, pour y installer une ferme d'élevage de moutons, au prix de 1 000 dollars. C'est là que Howard conçoit et construit Colborne Lodge (en), un cottage de style Régence, en 1837, pour compléter son environnement naturel, et en faire sa résidence et celle de son épouse, Jemima Frances Meikle. Comme la propriété était située sur le sommet du littoral de la baie Humber, Howard nomma sa propriété « High Park. »
En 1854, le chemin de fer passe pour la première fois au sud du domaine de Howard. Howard vendit à la Hamilton and Toronto Railway Company (en), pour 300$, une bande de terre d'environ 0,81 ha le long de la limite sud de la propriété. La bande de sable séparant l'Étang du Grenadier du lac Ontario est renforcée pour soutenir les rails. Un déversoir est installé pour contrôler le niveau de l'eau. En 1891, une bande de terrain supplémentaire est vendue à la Compagnie de chemin de fer du Grand Tronc pour 1 000 CA$.

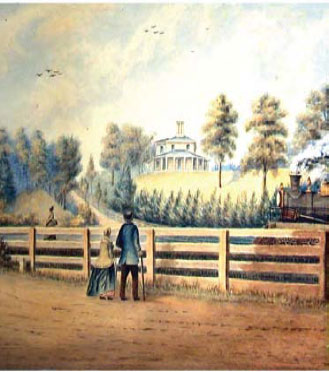
Colborne Lodge en 1865. Quelques années plus tard, en 1873, Howard léguera la propriété à la ville de Toronto pour en faire un parc urbain.

Après une carrière réussie d'architecte, ingénieur et géomètre pour la ville de Toronto, Howard prend sa retraite dans sa propriété en 1855. En 1873, Howard et sa femme choisissent de céder leur propriété de 49 ha à la ville de Toronto. La cession est assortie de plusieurs conditions, notamment que les Howard continuent de vivre dans leur résidence, qu'aucune boisson alcoolisée ne soit servie dans le parc et que la ville conserve le parc « pour le libre usage, le bénéfice et la jouissance des citoyens de Toronto pour toujours et pour être appelé et désigné en tout temps par la suite High Park ». La ville doit également verser un acompte de 300 $CAN et une pension annuelle de 1 200 $ aux Howard tant que l'un d'eux vit,. Le conseil municipal vote par 13 voix contre 2 en faveur des conditions posées par les Howard, les deux personnes ayant voté contre estimant que le parc est trop éloigné de la ville pour être utile à ses habitants. À l'époque, l'accès direct à la propriété des Howard ne peut en effet se faire que par bateau, par la ligne de chemin de fer Great Western Railway au sud ou par une route à péage. Peu après, la route de High Park fut construite entre la Lake Road et les terres du parc, aujourd'hui Spring Road et Centre Road.
En 1876, une portion de 49 ha de la propriété des Howard forme le parc original, avec 71 ha achetés à Percival Ridout à l'est de la ferme des Howard. Les 16 ha restants de la propriété des Howard, au sud, incluant Colborne Lodge, passent à la ville après la mort de John Howard en 1890. Les Howard sont enterrés dans High Park, sous un monument en pierre situé de l'autre côté de la rue passant devant Colborne Lodge, et bordé par une partie de clôture ornée provenant de la cathédrale Saint-Paul de Londres. Aujourd'hui, Colborne Lodge est un musée qui contient une grande partie du mobilier original des Howard ainsi qu'une collection d'aquarelles de Howard représentant les débuts de Toronto. Le musée est ouvert toute l'année.
La partie ouest de High Park, incluant l'Étang du Grenadier, était la propriété privée de la famille Ellis (dirigée par John Ellis), qui a donné son nom à Ellis Avenue. La famille Ellis vendit le terrain à la famille Chapman (Wilma Chapman), qui utilisa l'étang Grenadier pour la fabrication de glace sous la marque Grenadier Ice Company à partir des années 1880. À la suite du développement de la fabrication de glace artificielle et des réfrigérateurs modernes, la fabrication de glace à partir de l'Étang du Grenadier cessa vers 1920 (les activités ont alors été transférées sur un site du lac Simcoe sous la direction d'Alfred H. Chapman, un architecte torontois ayant hérité de l'entreprise familiale après la mort de son père). La Grenadier Ice Company était située au sud de l'Étang du Grenadier, à l'est de l'avenue Ellis. En 1930, les Chapmans vendirent 29,1 ha de terrain, inlcuant l'Étang, à la ville de Toronto pour 150 000 $.

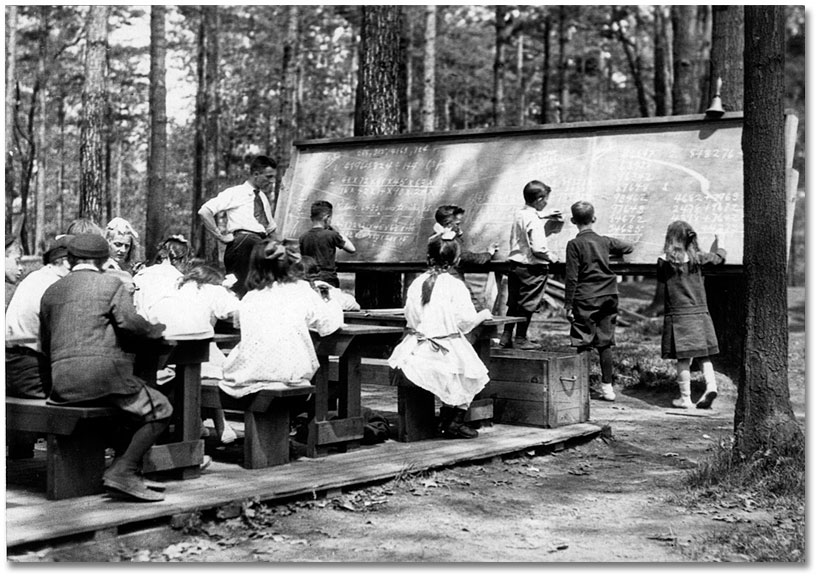
Élèves à la High Park Forest School en 1917.

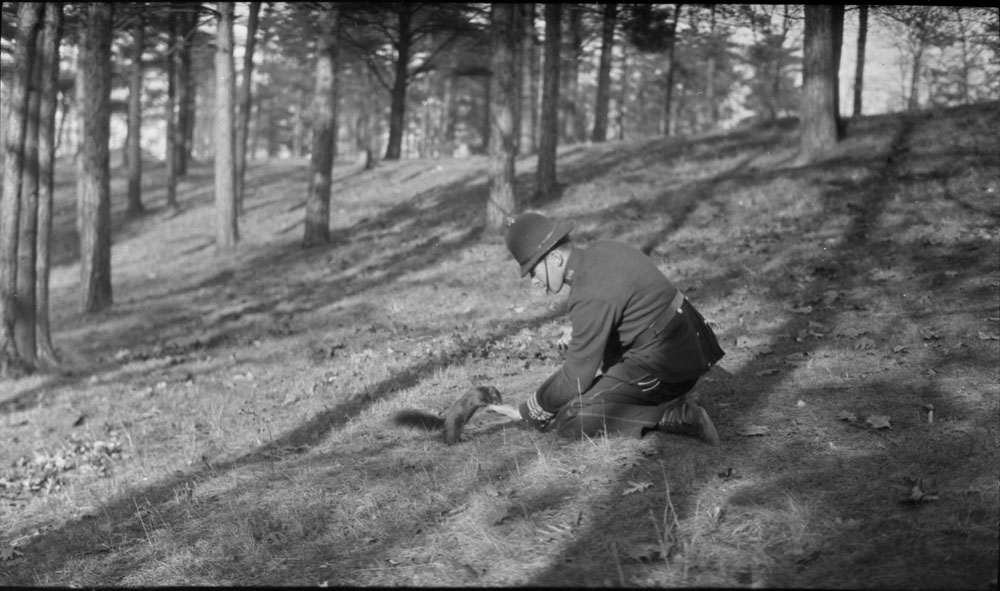
Un policier donnant à manger à un écureuil à High Park, en 1917.

La High Park Forest School (en) ouvrit ses portes en 1915 sur un terrain de deux acres situé à l'angle du chemin Colborne Lodge et du chemin Spring. L'école publique était destinée aux enfants « peu dynamiques » et mettait l'accent sur les activités physiques plutôt que sur les études ; les cours se déroulaient souvent à l'extérieur. Après les années 1960, le bâtiment fut utilisé par diverses organisations, et fut libéré en 2013. En 2015, le High Park Nature Centre s'est installé dans le bâtiment.
n 1921, des tombes ont été découvertes au nord-ouest de l'Étang du Grenadier sur la crête sablonneuse, lors de la construction d'une route près de Harcroft et d'Olympus Avenue, à l'époque la sanctuaire d'oiseaux Harcroft de l'architecte J. A. Harvey. Huit squelettes furent trouvés en position assise dans du sable rouge sous une énorme souche. D'autres squelettes plus petits furent trouvés à proximité. Les restes humains ont été datés entre 2500 av. J.-C. et 800 apr. J.-C., ce qui indique la présence des peuples indigènes à High Park. Les restes étaient recouverts d'une substance poudreuse rouge hématite, selon la coutume des peuples Red Paint (en) qui vivaient en  Nouvelle-Angleterre et dans les Provinces de l'Atlantique. Le site est également similaire à ceux du peuple Ocre Rouge (en), un peuple indigène qui faisait des enterrements dans des crêtes sablonneuses.
7,3 ha de High Park ont été cédés à Metro Transportation lors de la construction de The Queensway, au début des années 1950. Cela contrevenant aux stipulations du propriétaire initial de High Park, John Howard, selon lesquelles les terres ne devaient être utilisées que pour le parc, les fonctionnaires de la Metro ont recherché les descendants de Howard pour obtenir leur consentement.
Avant la décriminalisation de l'homosexualité au Canada dans les années 1960, le parc était connu comme lieu de rencontres clandestines d'homosexuels. Sa réputation de lieu de rencontre a perduré pendant des décennies. En 1985, un groupe de cinq jeunes adolescents de la banlieue de Toronto s'est rendu à High Park et a battu à mort un bibliothécaire de 40 ans.
En 1993, le High Park Citizens' Advisory Committee a été fondé ; c'est un groupe de bénévoles cherchant à aider la ville de Toronto à gérer le parc. Rebaptisé High Park Community Advisory Council en 2009, le groupe a, avec ses ramifications, développé divers programmes et initiatives pour le parc, notamment le Volunteer Stewardship Program, qui s'occupe de préserver et de protéger l'environnement du parc. Le groupe est actif dans la promotion des espèces végétales naturelles du parc, et les bénévoles enlèvent régulièrement les espèces non indigènes envahissantes.
Selon la Taiaiako'n Historical Preservation Society, il y a 57 anciens tumulus de peuples indigènes dans le parc. En mai 2011, l'un de ces sites a été occupé par la Society. Le site, une petite colline appelée Snake Mound sur la rive ouest de Lower Duck Pond, avait été érodé par l'utilisation illégale de VTTs. La société, en coopération avec la ville de Toronto, a bouclé le site et a travaillé à sa restauration, en réparant l'érosion et en enlevant les rampes pour vélos présentes. Dans un premier temps, il a été suggéré de remplacer le parc pour VTTs par le parking situé à l'extrémité sud de Spring Road, mais l'opposition du public a conduit à construire l'installation pour vélos au sud de la voie ferrée, sur un terrain qui avait été remblayé dans les années 1920 dans le cadre de l'aménagement du parc de Sunnyside. Un monticule situé au nord du restaurant Grenadier, connu sous le nom de Bear Mound, est considéré par la Société comme un ancien monticule funéraire, bien qu'une évaluation réalisée pour la ville ait conclu le contraire.
En 2012, le conseil municipal de Toronto, dans le cadre d'une série de coupes dans les services municipaux, a voté pour l'arrêt du soutien au Zoo de High Park et la recherche d'un autre financement. Le zoo coûtait plus de 100 000 dollars canadiens par an et était géré par le service des parcs et des loisirs de la ville. Une organisation, « Friends of the High Park Zoo », a été créée pour collecter des fonds et rechercher d'autres sponsors pour le zoo. En avril 2012, l'organisation a réussi à trouver un sponsor (la Honey Family Foundation) le temps qu'elle développe une source de financement permanente. Le sponsor versera une somme équivalente aux dons du public pour les trois prochaines années.

## Lieux d'intérêt
Le parc comprend plusieurs lieux  d'intérêt, dont le musée historique Colborne Lodge, des jardins à flanc de colline, un zoo, le Grenadier Cafe et un amphithéâtre. Il dispose également de terrains de sport, d'une patinoire de hockey, d'une piscine, de courts de tennis, de terrains de jeux, de sentiers naturels et d'aires de pique-nique.
Du printemps à l'automne, un petit-train fait le tour du parc toutes les 30 minutes. Il s'arrête près de la rue Bloor, à l'aire de jeux nord-ouest, à l'ouest du Grenadier Café, à l'étang du Grenadier, au sud du Colborne Lodge et à l'aire de jeux Bell. Les billets pour le train sont achetés auprès du conducteur du train.

### Colborne Lodge

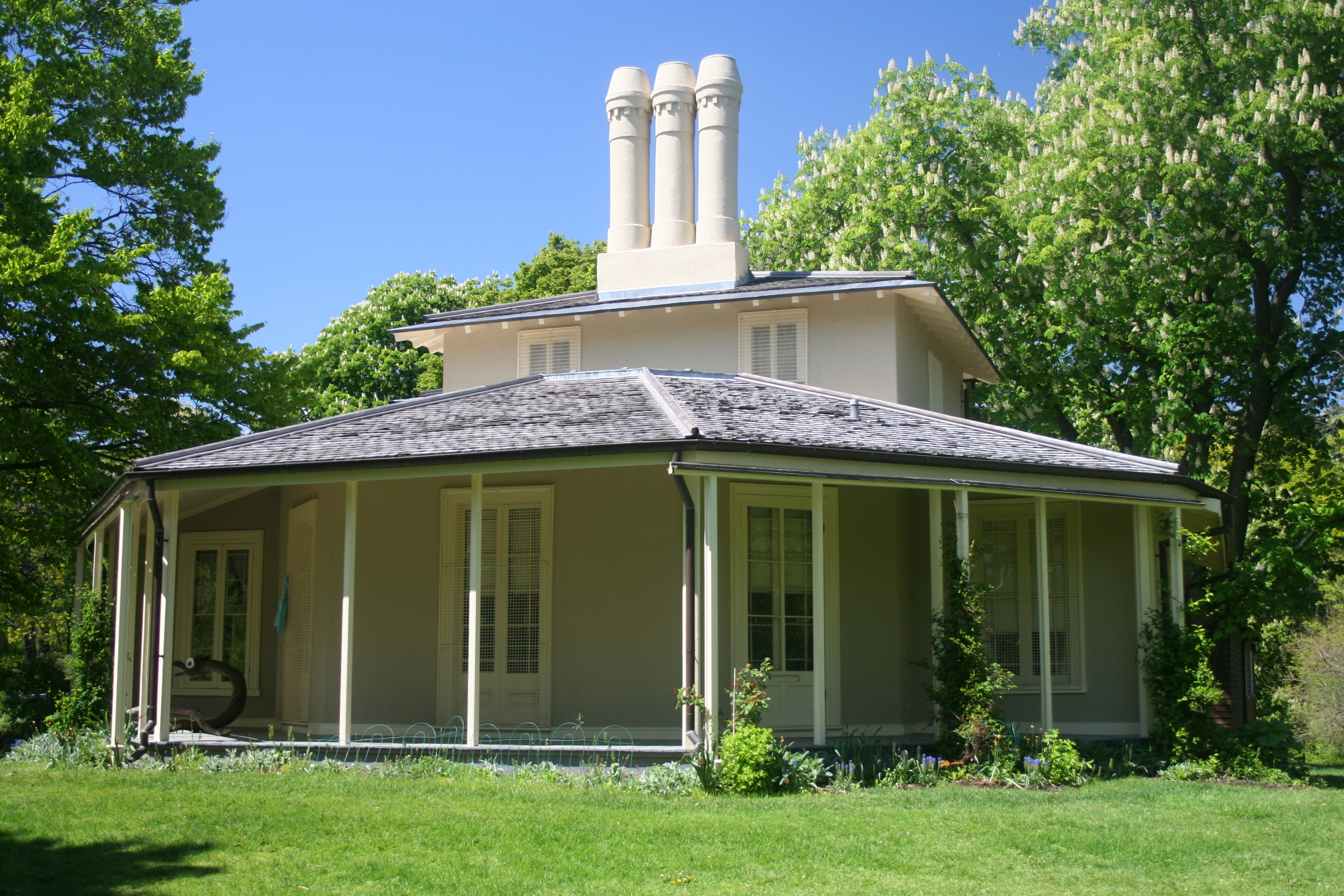
Colborne Lodge.

Colborne Lodge (en) est un musée historique situé dans une maison construite en 1836 par John George Howard (en), architecte, ingénieur et éminent citoyen de Toronto, qui fut le propriétaire du terrain de High Park. Howard construisit cette maison pour y loger, avec son épouse Jemima Frances Meikle. À sa mort en 1890, le pavillon, perché au sommet d'une colline surplombant le lac Ontario, devint la propriété de la ville. De l'autre côté de la rue se trouve la tombe de Howard, un monument en forme de cairn représentant Howard et sa femme. Le portail de clôture du cairn provient de la cathédrale Saint-Paul de Londres, en Angleterre. Elle date de 1714 et a été conçue par Christopher Wren. Howard l'a fait expédier de Londres en 1875.

### Les jardins

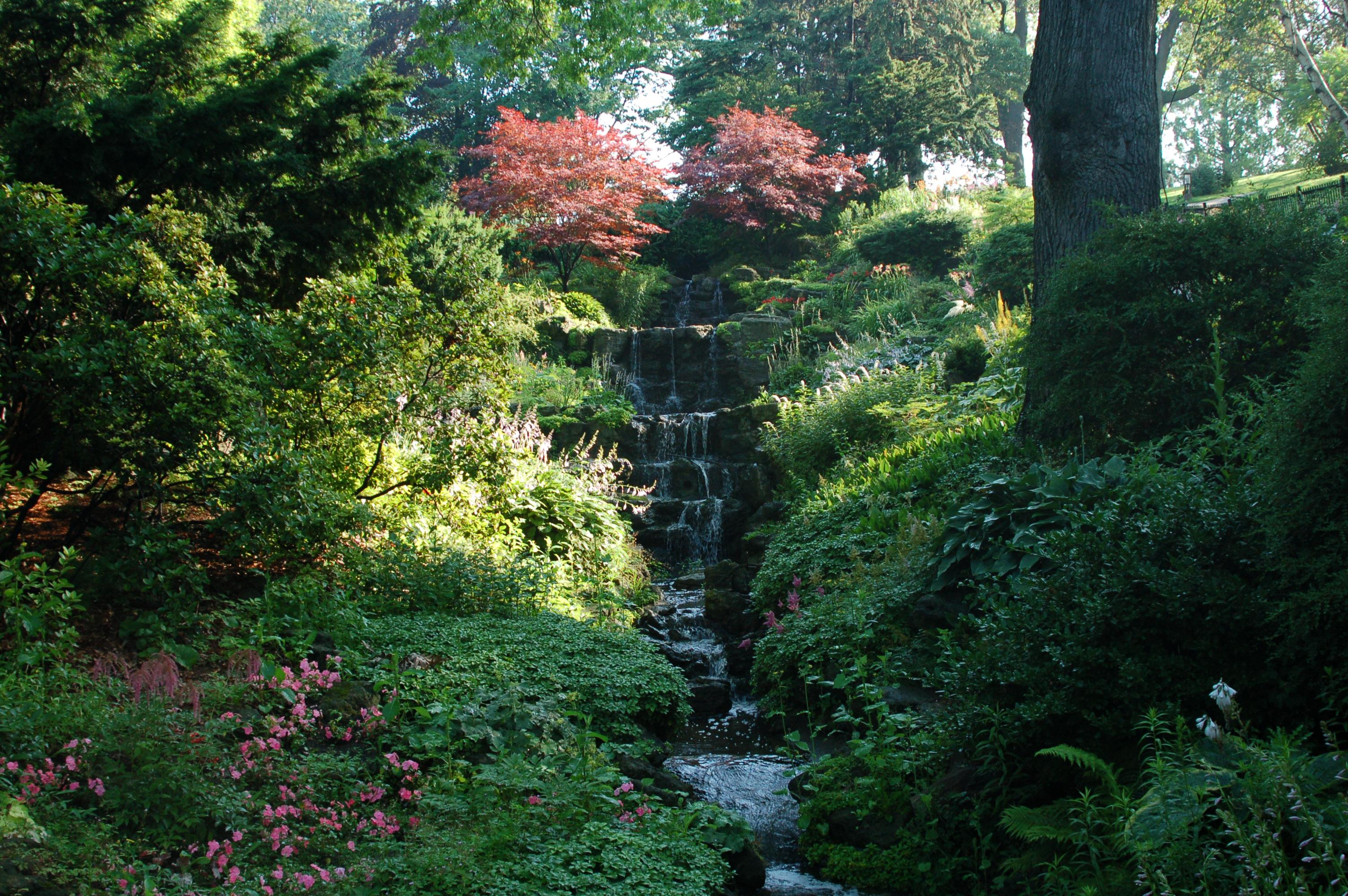
Jardins de High Park.

Sur la colline à l'est de l'Étang du Grenadier, qui s'étend jusqu'à Colborne Lodge Road, se trouve un jardin d'agrément paysager connu sous le nom de Hillside Gardens. Un jardin de rocaille part du sommet de la colline près du Grenadier Café et s'étend vers le sud-ouest presque jusqu'à la rive de l'étang. Le long de Colborne Lodge Road se trouvent un jardin suspendu et un jardin ornemental avec des fontaines, les « sunken gardens ». En bas de la colline, près de la rive, se trouve un grand parterre de fleurs en forme de feuilles d'érable, visible depuis le haut de la colline. Au début des années 1900, la zone était un terrain de luge. Des pistes de luge ont été construites depuis le sommet de la colline jusqu'à la surface glacée de l'étang. Les photographies de mariage ne sont plus autorisées dans les jardins de la colline.
Au nord de Colborne Lodge se trouve le jardin des enfants, High Park Children's Garden. Il propose des programmes pour les écoles à l'automne et au printemps, et des camps de jour pendant l'été pour que les enfants apprennent à cultiver des plantes et à connaître les parcs de Toronto. Le jardin des enfants et le Colborne Lodge organisent chaque année un « festival de la récolte » à l'automne, avec des activités artisanales, la décoration de citrouilles, des expositions de jardinage, des jeux traditionnels et des promenades en chariots tirés par des chevaux.
Au nord-est du Grenadier Café se trouvent les 109 jardins familiaux de High Park. À l'est, au sud de Centre Road, se trouvent les serres de High Park. Depuis 1956, ces serres ont produit des millions de plantes annuelles et vivaces destinées aux parcs de Toronto. Les neuf serres interconnectées permettent de voir comment les plantes sont cultivées et distribuées dans toute la ville. Les serres ne sont normalement pas ouvertes au public, mais elles sont parfois ouvertes aux visites.
Plus au nord, autour de la High Park Forest School, se trouvent plusieurs exemples de sculptures en plein air dans l'ancien jardin de sculptures. Les sculptures ont été commandées et placées dans la région à l'occasion d'un symposium international organisé en 1967, et plusieurs d'entre elles se trouvent dans la zone boisée. Depuis le symposium, plusieurs sculptures ont été déplacées dans d'autres lieux de Toronto ; l'une d'entre elles est maintenant à Corktown Common (en) et une autre à Iceboat Terrace, à l'ouest de l'avenue Spadina.

### Les cerisiers

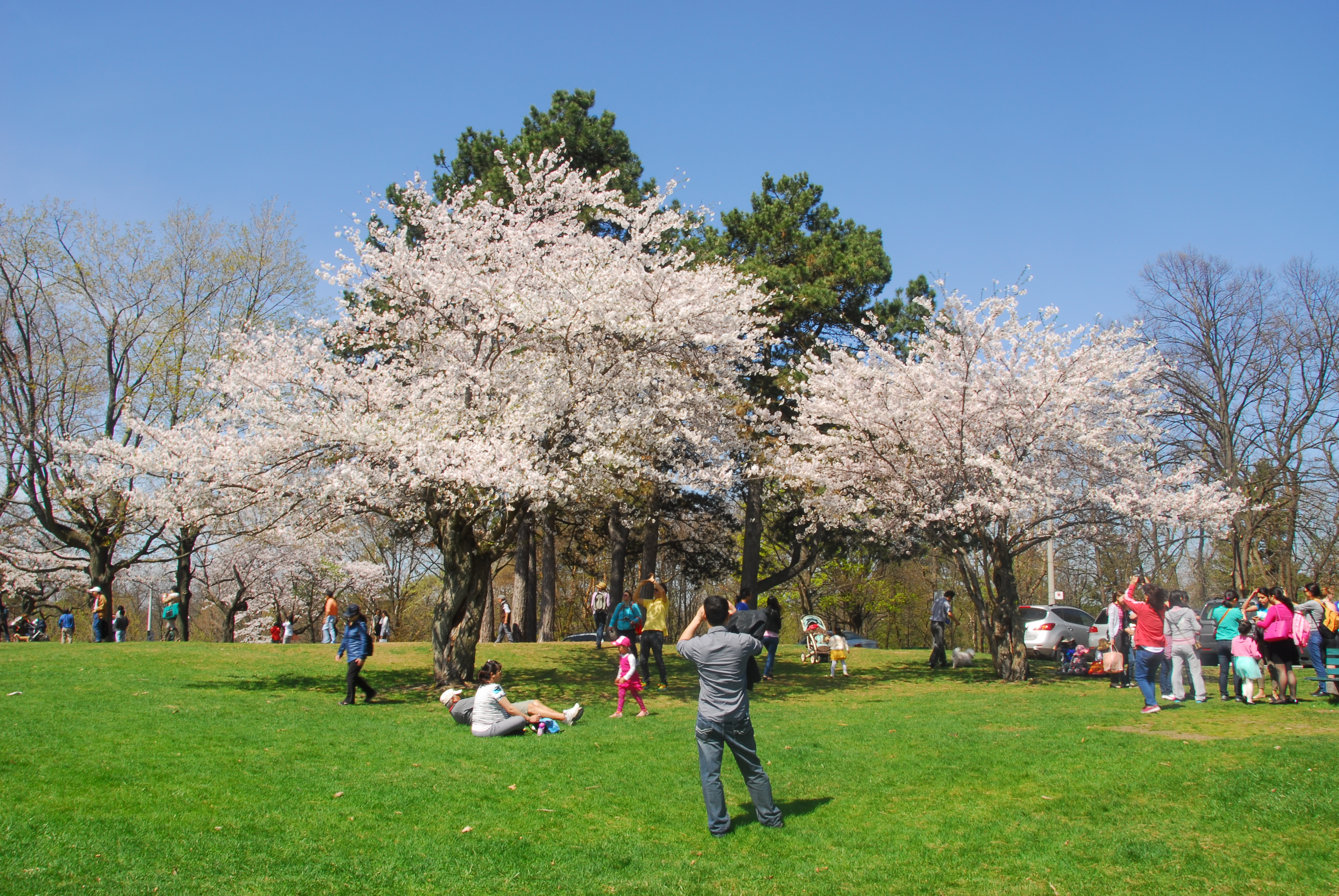
Cerisiers du Japon ; les plus anciens ont été plantés en 1959.

Le parc compte plusieurs plantations de cerisiers du Japon, qui attirent chaque année des milliers de visiteurs de fin avril à début mai. La plantation principale est un bosquet d'arbres le long d'une route partant du Grenadier Café et menant à l'Étang du Grenadier. Les autres plantations se trouvent le long de West Road, sur la rive de l'étang et à l'ouest de l'aire de jeux Jamie Bell. En 1959, le premier cerisier japonais Somei-Yoshino a été planté dans High Park, un cadeau des citoyens de Tokyo. Une plaque marque l'endroit où, en 1959, les arbres ont été présentés par l'ambassadeur du Japon au maire de Toronto, Nathan Phillips (en). Au total, plus de 2 000 cerisiers ont été offerts à Toronto.
En 2001, 34 autres cerisiers ont été offerts à High Park dans le cadre du projet Sakura. Ils ont été plantés autour du jardin Maple Leaf sur la rive est de l'étang[41]. En 2006, 16 autres ont été plantés dans le parc. En mars 2019, Sakura in High Park a indiqué qu'à la suite d'une saison hivernale brutale, certains arbres présentaient des signes de dommages, mais que de nombreux arbres présentaient des bourgeons sains et en pleine croissance. Le nombre de visiteurs a nécessité la fermeture du parc à la circulation automobile pendant la période de floraison.

### Le Grenadier Café

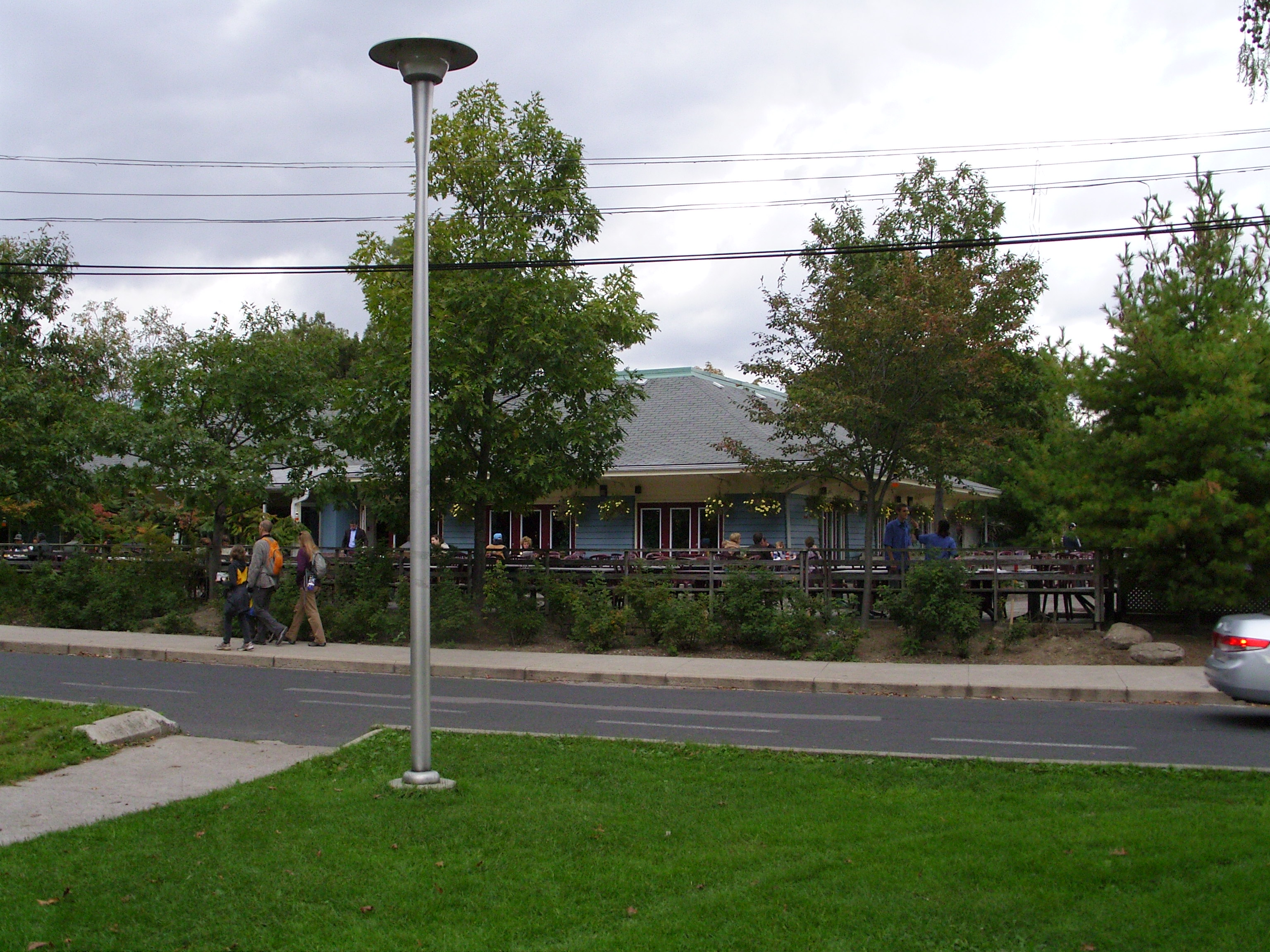
Le Grenadier Café.

Un restaurant de 300 places avec une terrasse extérieure est situé au centre du parc, à l'intersection de West Road et de Colborne Lodge Road. Le restaurant a ouvert ses portes en mai 1958 sous la forme d'une salle à manger et d'un café, appelé alors simplement The Grenadier, et la terrasse extérieure a été ajoutée plus tard. En raison d'une clause de l'acte de cession des Howard interdisant la consommation d'alcool dans le parc, High Park est la dernière zone sans alcool de la ville de Toronto, et le Grenadier Café n'a pas de licence pour servir de l'alcool. Le restaurant appartient à la ville de Toronto et est exploité par le Grenadier Group.
Un marché de produits biologiques en plein air est ouvert pendant les week-ends d'été. Deux fois par an, des ventes de plantes indigènes du parc sont organisées au Café afin de collecter des fonds pour des activités de conservation. Les plantes sont originaires de High Park et de l'Ontario, et leur culture est encouragée afin de préserver les espèces. Le café est également utilisé pour des réunions communautaires.
Un labyrinthe, basé sur le modèle de Chartres, est situé au nord du café, dessiné sur un cercle de béton anciennement utilisé pour un abri de pique-nique. Il a été installé en 2004.

### LeHigh Park Nature Centre
Créé en 1999, le High Park Nature Centre, situé dans le bâtiment de la Forest School, propose toute l'année des programmes intérieurs et extérieurs d'apprentissage de la nature. Cela inclut des programmes pour les parents et les bébés, pour les enfants d'âge scolaire, ainsi que des promenades en famille, des ateliers pour adultes et des conférences. Un certain nombre de programmes avec des bénévoles comprennent des activités de gesstion de High Park destinées à préserver les espèces végétales indigènes, notamment avec l'élimination annuelle d'espèces envahissantes telles que le Nerprun. Le centre organise également des promenades dans le parc. En 2016, plus de 12 000 visiteurs ont participé aux programmes du High Park Nature Centre.
Le Centre est géré par High Park Initiatives, une organisation à but non lucratif. Le High Park Nature Centre a reçu une subvention de la Fondation Trillium de l'Ontario en 2014, qui lui a permis d'acheter du mobilier pour équiper l'espace beaucoup plus grand de la Forest School et d'élargir la programmation. Récemment, un espace extérieur de restauration urbaine (OURSpace) a été aménagé avec l'aide d'une subvention du Weston Parks Challenge Grant.

### Le zoo de High Park
La pratique de l'élevage d'animaux dans le parc a commencé en 1893, avec l'élevage de cerfs.
Le zoo de High Park est aujourd'hui une petite collection d'animaux qui se trouve le long de Deer Pen Road, laquelle monte du ravin oriental jusqu'au plateau près du Grenadier Café. Le zoo héberge des Bisons d'Amérique, des Mouflons à manchettes, des Capybaras, des Émeus d'Australie, des bovins Highland, des Lamas, des Mouflons, des Paons, des Rennes, des wallabies et des Yacks, dans onze enclos. Le zoo est ouvert toute l'année de 7 h à la tombée de la nuit. [Les week-ends de mars à octobre, l'enclos des lamas est ouvert afin que les visiteurs puissent nourrir et caresser les lamas ; des poules et des lapins y sont également gardés pour que les enfants puissent interagir avec eux.
Les animaux du zoo sont soignés par le personnel de la division des parcs, forêts et loisirs de Toronto et par les bénévoles de l'association Friends of High Park Zoo. Le budget du zoo est en partie financé par les dons des visiteurs dans les boîtes de dons situées le long du zoo et par les dons en ligne qui sont doublés par des fondations caritatives. Friends of High Park Zoo a été créé après que le conseil municipal de Toronto a voté l'annulation du financement du zoo en 2012. L'organisation a annoncé un plan directeur des améliorations qu'elle espère apporter au zoo.
Le zoo a fait l'objet d'une couverture médiatique internationale en 2015 lorsqu'un paon s'est échappé et s'est promené dans le quartier environnant pendant plusieurs semaines avant de revenir de lui-même au zoo.

#### Les Capybaras
Un couple de Capybaras gardés au zoo s'est échappé en mai 2016. Après de premiers efforts infructueux pour les capturer, des observations de capybaras ont été signalées dans toute la ville. Le 6 juin, les capybaras étaient toujours en fuite et un compte Twitter a été créé en leur honneur. Le 12 juin, l'un d'entre eux a été recapturé, suivi du second, le 28 juin. En raison de leurs exploits, les deux capybaras ont été surnommés Bonnie et Clyde. En 2017, le couple est devenu parent de trois petits, nommés Geddy, Alex et Neil, d'après les membres du groupe de rock torontois Rush.

### Shakespeare in High Park
Pendant les mois d'été, la Canadian Stage Company (en) présente des pièces de Shakespeare dans l'amphithéâtre du parc. Ce dernier  se trouve sur le flanc de la colline, directement à l'est du Grenadier Café, et peut accueillir quelques centaines de personnes. L'événement annuel, appelé Shakespeare in High Park, est apprécié des Torontois.

## Loisirs
High Park compte deux aires de jeux principales pour les enfants. L'une, située dans le quart nord-ouest du parc, comprend une pataugeoire, d es aires de pique-nique et un snack-bar. Dans un creux situé dans le coin sud-est du parc, un « terrain d'aventures » pour enfants a été aménagé par des bénévoles en 1999. Il se compose de structures de jeux en bois sur le thème du « château », et de quelques balançoires. L'aire de jeux porte le nom de Jamie Bell, le bénévole qui en a lancé l'idée. En mars 2012, une partie des structures de jeux en bois a été détruite par un incendie criminel. Un nouveau château, créé par Mike Holmes (en) et la paysagiste Janet Rosenberg (en), a été reconstruit le week-end des 7 et 8 juillet 2012 par des bénévoles. Une autre petite aire de jeux se trouve dans le ravin juste au nord de l'Étang du Grenadier.
Les chiens sont les bienvenus dans le parc. Il y a une grande zone « sans laisse » au nord-est du Grenadier Café. Dans le reste du parc, les chiens doivent être tenus en laisse.
Il existe des sentiers de terre non goudronnés dans tout High Park, réservés aux randonneurs et aux promeneurs. Le cyclisme est interdit (par la loi) sur les sentiers et les routes non goudronnées, afin d'éviter l'érosion et les perturbations. Plusieurs des anciennes routes du parc ont été fermées à la circulation automobile, mais restent accessibles aux piétons et aux cyclistes. En hiver, les sentiers de randonnée sont entretenus pour le ski de fond et les raquettes.
Un complexe aquatique municipal est ouvert pendant l'été, avec un toboggan aquatique, une aire de jeux et une zone de pataugeage peu profonde. Depuis 2008, il n'y a pas de frais d'entrée pour son utilisation. La piscine est surveillée par des maîtres-nageurs.

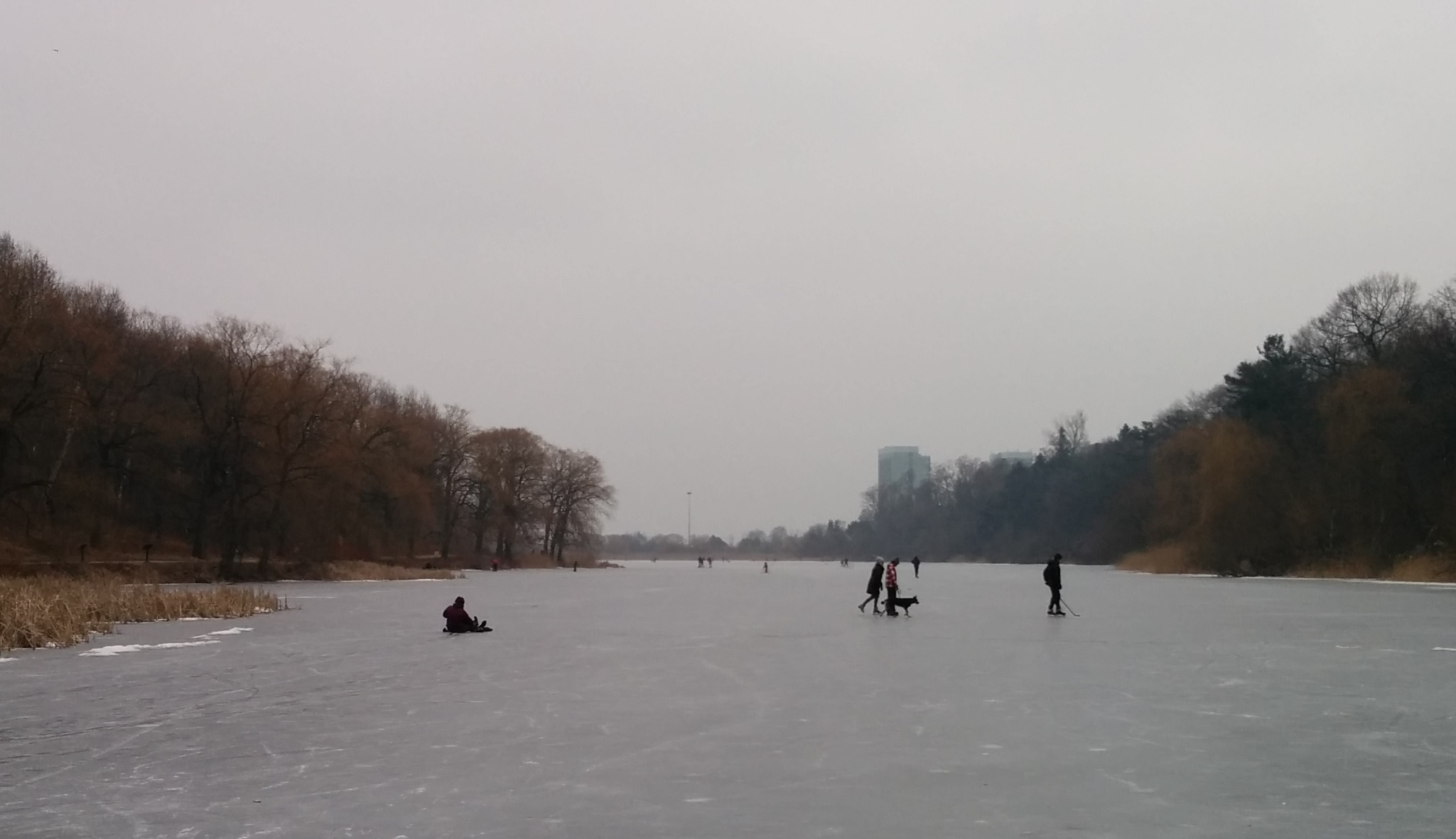
Patineurs sur l'Étang du Grenadier en janvier 2015.

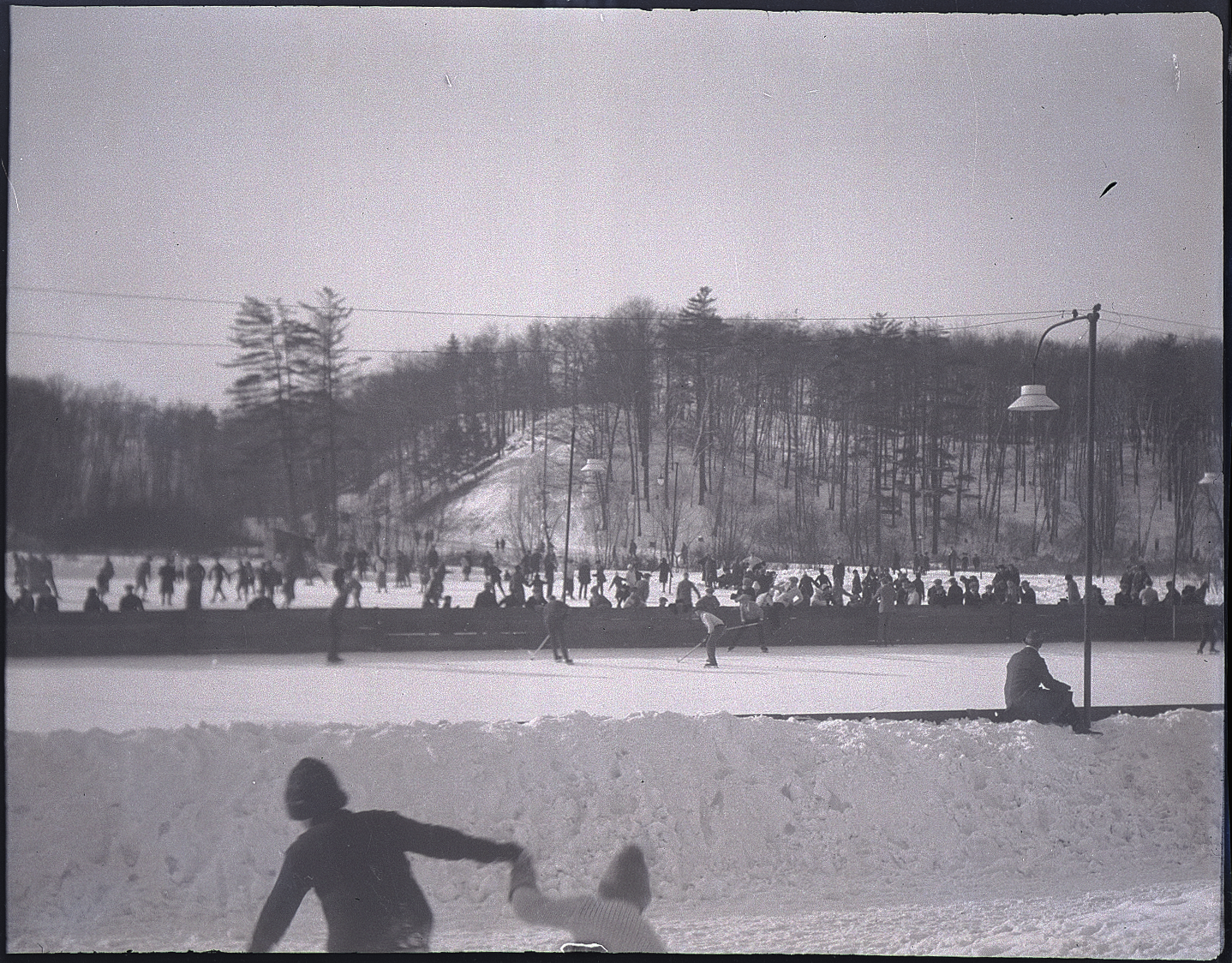
Un match de hockey à High Park, en janvier 1925.

Le patinage sur l'Étang du Grenadier a été interdit par le service des parcs de Toronto à partir de 2001 ; l'Étang est malgré cela resté un lieu de patinage favori des Torontois dans l'ouest de la ville pour le patinage et le shinny (en). Dans le passé, la « vieille » ville de Toronto inondait la surface à partir de trous percés dans la glace et dégageait des zones pour les patinoires. En 2015, le conseil municipal de Toronto a voté pour financer un programme de surveillance de la glace de 25 000 $ et pour légaliser à nouveau le patinage. [Un hiver froid record en 2015 avait vu de nombreuses personnes patiner sur la glace malgré les tentatives des agents des règlements de dresser des contraventions de 125 $. L'état de la glace est maintenant surveillé chaque année par le personnel des parcs et loisirs de la ville de Toronto et l'état de la glace est affiché sur le site Web de la ville de Toronto. L'Étang du Grenadier est le seul plan d'eau ouvert sur lequel le patinage est autorisé par la ville de Toronto.

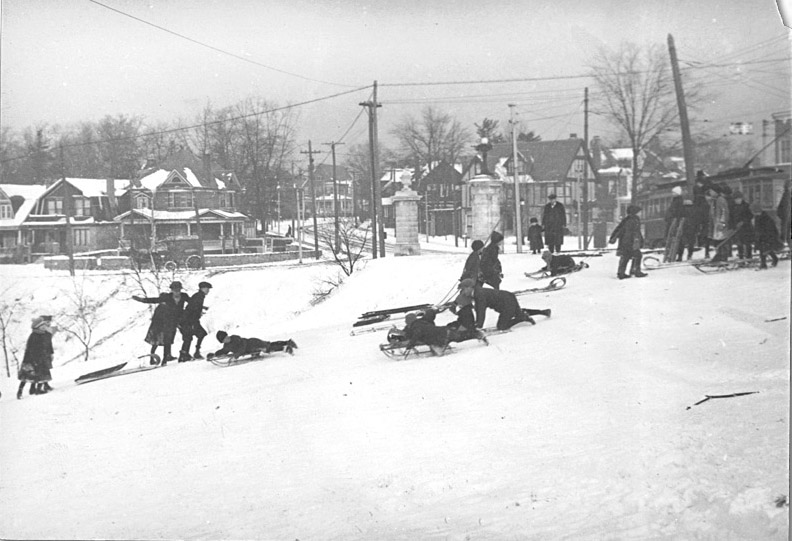
Luge à High Park, en 1918. La luge reste une activité populaire dans certaines parties de High Park.

La luge était autrefois un passe-temps populaire dans le parc. Elle ne se pratique plus que sur la colline située à l'angle de Howard Park Avenue et de Parkside Drive. Plusieurs pistes de luge ont existé dans le passé dans la zone des jardins à flanc de colline, et la « cuvette » au bas d'une ancienne piste de luge existe toujours juste à l'est de l'Étang du Grenadier, au nord-ouest de Grenadier Café, pour une piste qui commençait à West Road et se terminait à la cuvette à côté de l'étang. La piste n'est plus utilisée et des arbres la bloquent.

### Installations sportives
Dans la partie centrale du parc, deux terrains de football et trois terrains de baseball sont disponibles pour des jeux organisés. L'un des terrains de baseball est le siège de l'organisation de baseball High Park, qui propose des programmes de baseball organisés de type « Little League » " destinés aux enfants. Le plus petit terrain est destiné au Tee-ball et le plus grand, situé derrière le terrain de la petite ligue, est destiné aux joueurs plus âgés. À côté du terrain de la petite ligue se trouve la piscine de High Park. En hiver, une patinoire de hockey sur glace est exploitée au nord de la piscine de High Park, remise à neuf en 2009 grâce aux dons des Maple Leafs de Toronto et de l'entreprise de distribution Home Depot.
Il y a plusieurs courts de tennis, à deux endroits différents. Le long du chemin Colborne Lodge, au nord de la piscine, se trouvent des courts en béton gérés par le High Park Tennis Club. Le long de Parkside Drive, entre l'avenue Howard Park et la rue Bloor, se trouvent des courts de tennis et un pavillon gérés par le Howard Park Tennis Club.
High Park a été utilisé pour les épreuves cyclistes des Jeux Invictus de 2017, en remplacement des Îles de Toronto qui se remettaient encore des inondations du printemps et de l'été.

## Amis du Parc
Le Volunteer Stewardship Program (VSP) est un groupe de bénévoles qui travaille avec le personnel de la Gestion des forêts urbaines et de l'Horticulture de la ville de Toronto pour protéger et restaurer les zones naturelles restantes de High Park, y compris les vastes zones de savane avec des Chênes noirs, ainsi que la flore et la faune associées. Les activités du printemps, de l'été et de l'automne comprennent la plantation, la collecte de graines et l'élimination des espèces envahissantes des sites de restauration. Des présentations éducatives et des travaux en serre sont également organisés en hiver. Le High Park Natural Environment Committee, un comité bénévole, conseille la ville sur les questions environnementales dans le parc. Les groupes ont développé un site web spécifique, highparknature, qui contient de nombreuses informations sur High Park.

## Aux alentours du Parc

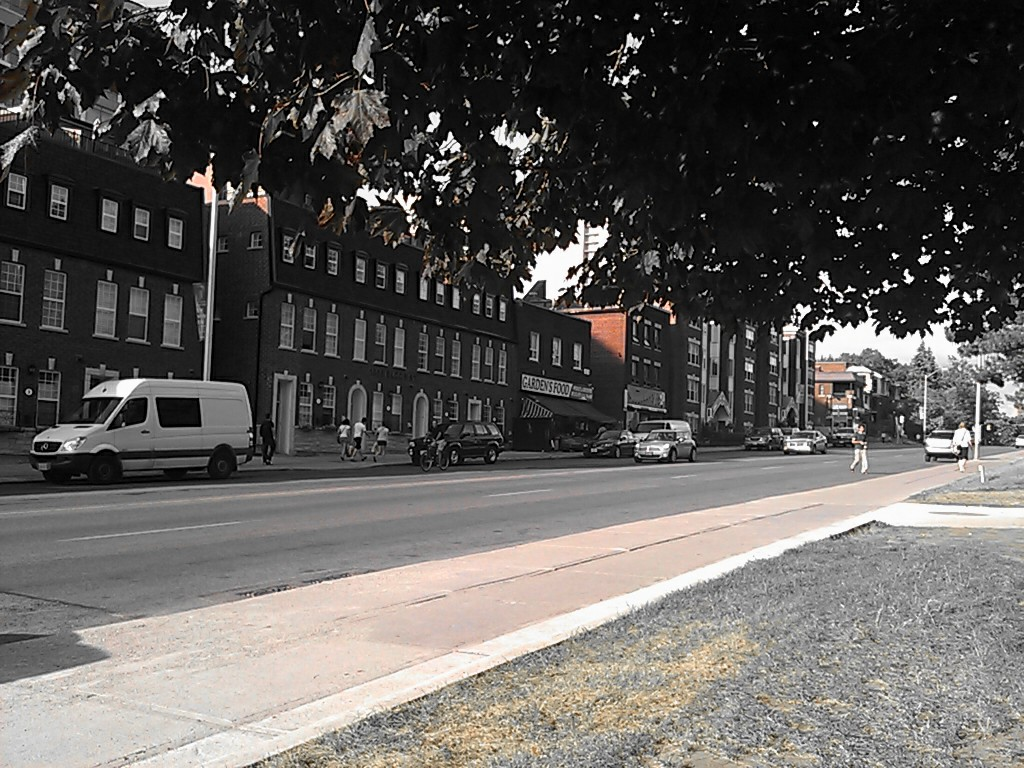
Vue de High Park North depuis Bloor Street, la limite nord de High High Park.

High Park donne également son nom à deux noms de quartiers utilisés par la ville de Toronto, « High Park-Swansea » et « High Park North (en) », qui jouxtent le parc. High Park-Swansea englobe la zone située à l'ouest de Roncesvalles Avenue, jusqu'à la rue Bloor au nord et la rivière Humber à l'ouest, ce qui inclut le High Park lui-même. High Park North englobe la zone située à l'est de Runnymede Road (en), au nord de Bloor Street, au nord de Annette Street et de Humberside Avenue, et à l'est des voies ferrées CNR/CPR à l'est de Dundas Street.
High Park North se trouve dans les limites de l'ancienne ville de West Toronto Junction (en). Ces zones ont été développées dans les décennies qui ont suivi 1900 et sont principalement constituées de maisons individuelles ou jumelées. Au nord de High Park, la zone a connu une forte activité de développement, avec notamment plusieurs grandes tours d'appartements. Les habitants du nord et de l'est du parc appellent normalement leur quartier High Park.
À l'ouest se trouve Swansea (en), qui était autrefois un village basé sur une usine métallurgique. Au sud de High Park se trouve la rive Sunnyside (en) du lac Ontario. Le long du lac se trouvent des plages, plusieurs terrains de jeux, des pataugeoires, la piscine Gus Ryder et le Sunnyside Bathing Pavilion (en). La zone située à l'est de High Park et au sud de Bloor Street est également connue sous le nom de Roncesvalles.

## Accès

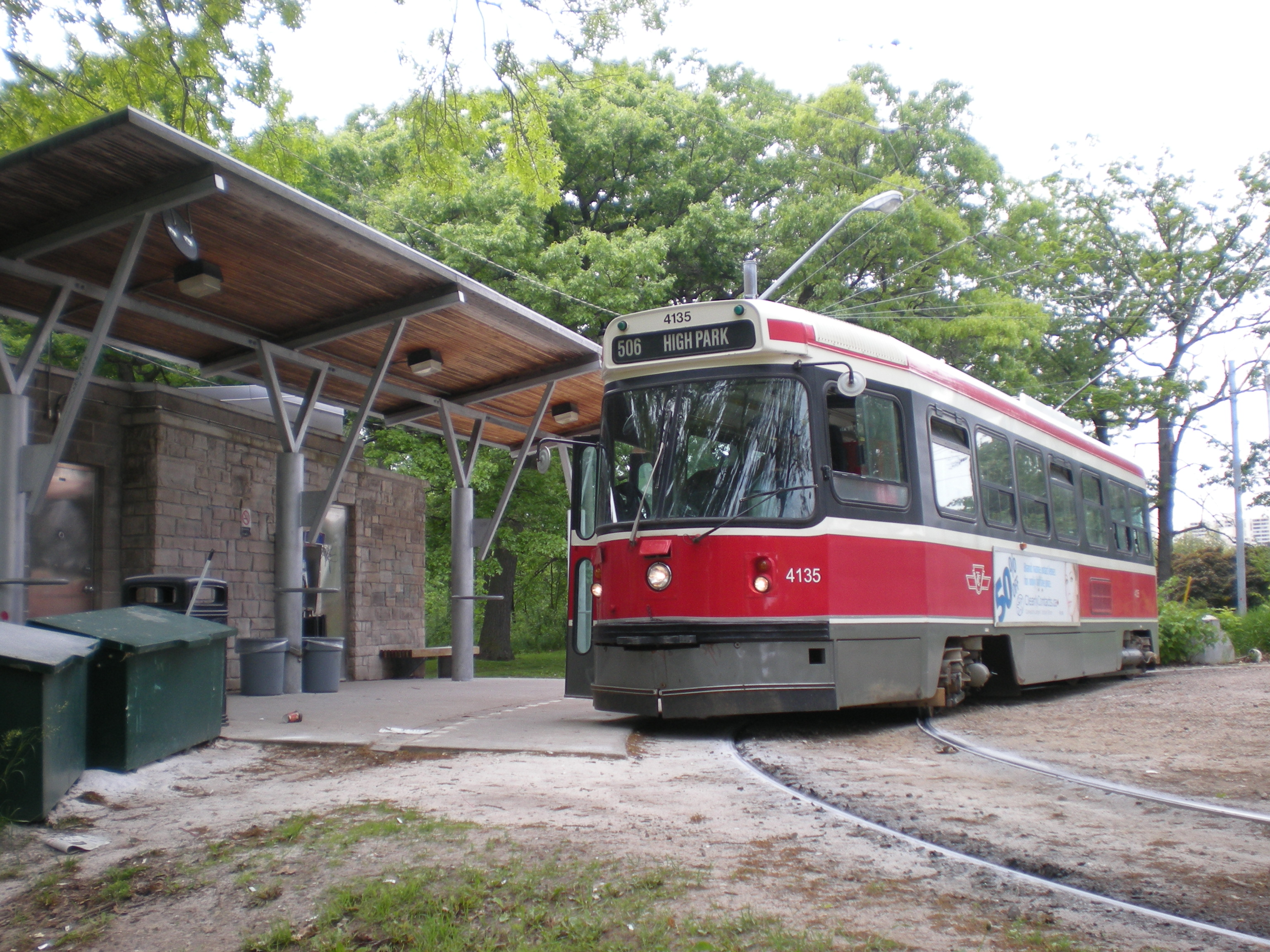
Le tramway 506 de la CTT faisant demi-tour à la, son terminus.

High Park est accessible par les transports en commun de Toronto :
- Stations High Park et Keele de la ligne 2 Bloor-Danforth du métro de Toronto.
- Lignes de tramway 501 Queen et 506 Carlton, et de bus 80-Queensway.
- Le bus 203-High Park fait une boucle à l'intérieur du parc, de la Fête de la Reine à la Fête du Travail.

L'accès en voiture est autorisé durant la semaine (excepté les jours fériés), dans la plus grande partie partie du parc, quoique plusieurs routes soient fermées à la circulation. Il existe des parkings à l'aire de jeux et au zoo Bell, au Colborne Lodge, au Grenadier Cafe, à la piscine de High Park et à l'aire de jeux pour enfants du nord-ouest, ainsi que le long de certaines routes. La route de Colborne Lodge ne permet pas la circulation en provenance du Queensway au-delà du parking du Lodge.
Il est possible de se rendre au parc à pied ou à vélo en empruntant les routes et les rues et en entrant par le quartier, ou en empruntant le sentier Martin Goodman (en), qui longe le lac Ontario jusqu'au sud du parc.

## Monuments et sculptures

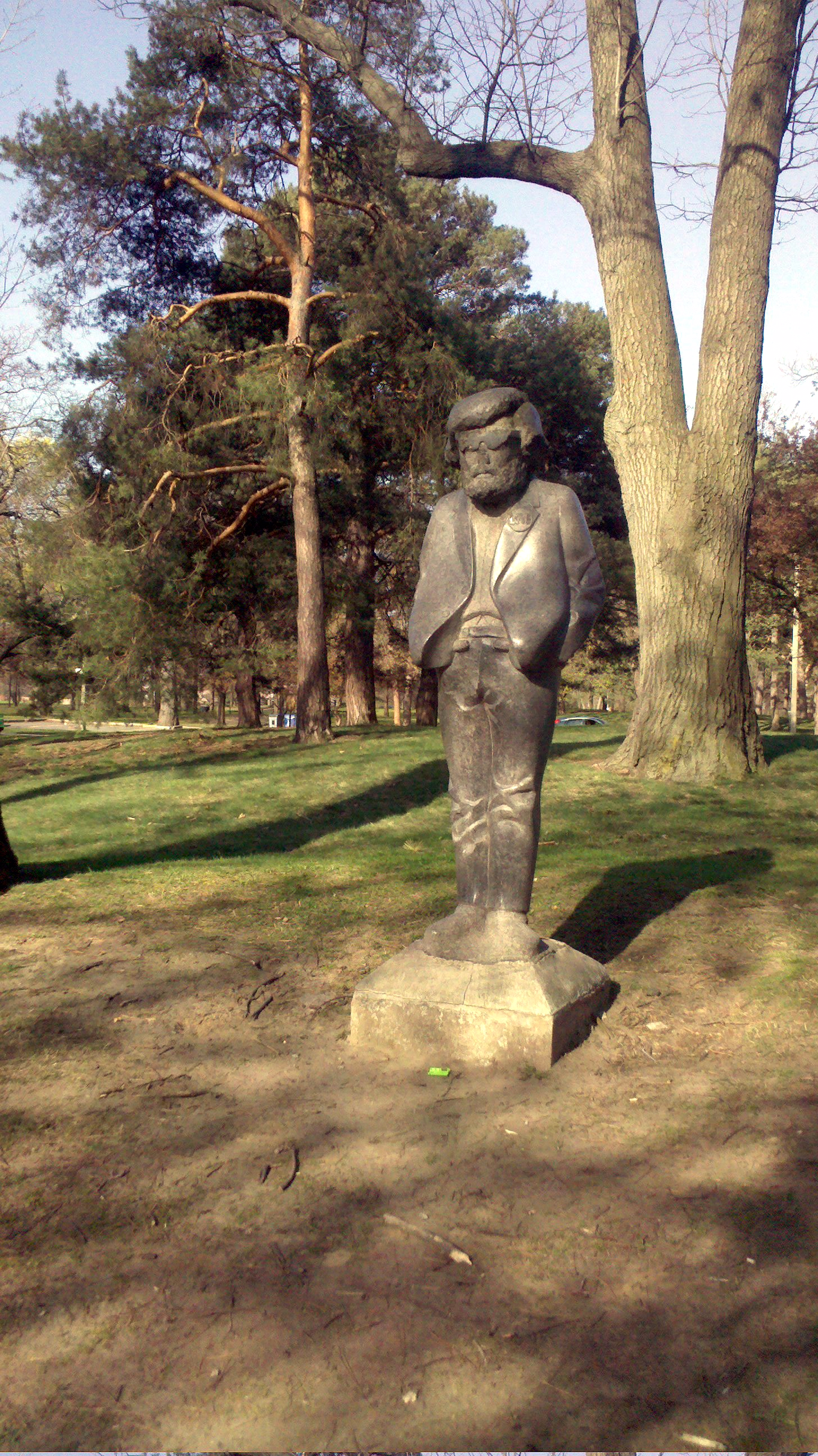
Le Hippie, de William Koochin, 1967, une des sculptures de High Park.

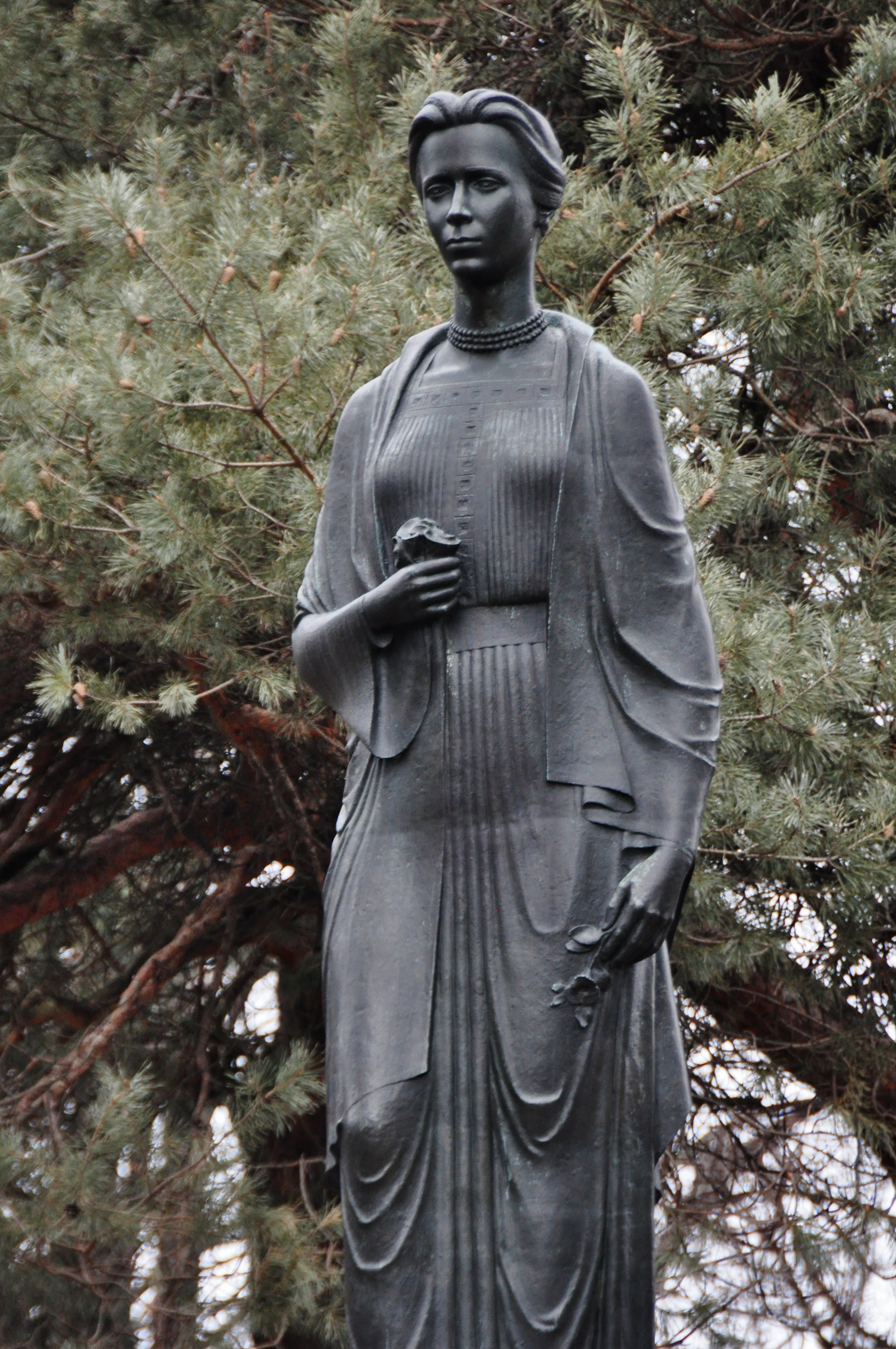
Lessia Oukraïnka.

- Monument à John G. et Jemima Howard, bienfaiteurs du Parc.
- Monument à Lessia Oukraïnka , Mykhailo Tcherechniovsky, 1975.
- Croix de pierre portugaise (padrão), 25e anniversaire de la communaré portugaise au Canada, 1978.

En 1967, une zone située à l'est de Colborne Lodge Road et au sud de Bloor Street, a été le lieu du Symposium International de Sculpture de Toronto ; nombre de sculptures furent alors installées. Il reste aujourd'hui à High Park cinq des dix sculptures permanentes :
- The Hippie, William Koochin, 1967
- Midsummer Night's Dream, Wessel Couzijn, 1967
- November Pyramid, Bernard Schottlander (en), 1967
- The Temple, Hubert Dalwood, 1967
- Three Discs, Menashe Kadishman, 1967